# دادلی نیکولز
دادلی نیکولز (انگلیسی: Dudley Nichols؛ زاده ۶ آوریل ۱۸۹۵ درگذشته ۴ ژانویهٔ ۱۹۶۰) فیلم‌نامه‌نویس اهل ایالات متحده آمریکا بود.
از فیلم‌هایی که وی در آن‌ها نقش داشته است، می‌توان به مرداب، سبکبار و بی‌خیال و شهره شهر نیویورک اشاره نمود.

## مرگ
او در سال 1960 بر اثر سرطان در هالیوود درگذشت و در قبرستان برای همیشه لطفا برای هالیوود به خاک سپرده شد .